# Néa Avórani
Néa Avórani (Nea Avorani, Avorani) är en ort i Grekland.   Den ligger i prefekturen Nomós Aitolías kai Akarnanías och regionen Västra Grekland, i den centrala delen av landet, 210 km väster om huvudstaden Aten. Néa Avórani ligger 122 meter över havet och antalet invånare är 751.
Terrängen runt Néa Avórani är kuperad åt nordost, men åt sydväst är den platt.Runt Néa Avórani är det ganska tätbefolkat, med 86 invånare per kvadratkilometer. Närmaste större samhälle är Agrínio, 3,8 km väster om Néa Avórani. Trakten runt Néa Avórani består till största delen av jordbruksmark.